# Xeranthemum cylindraceum

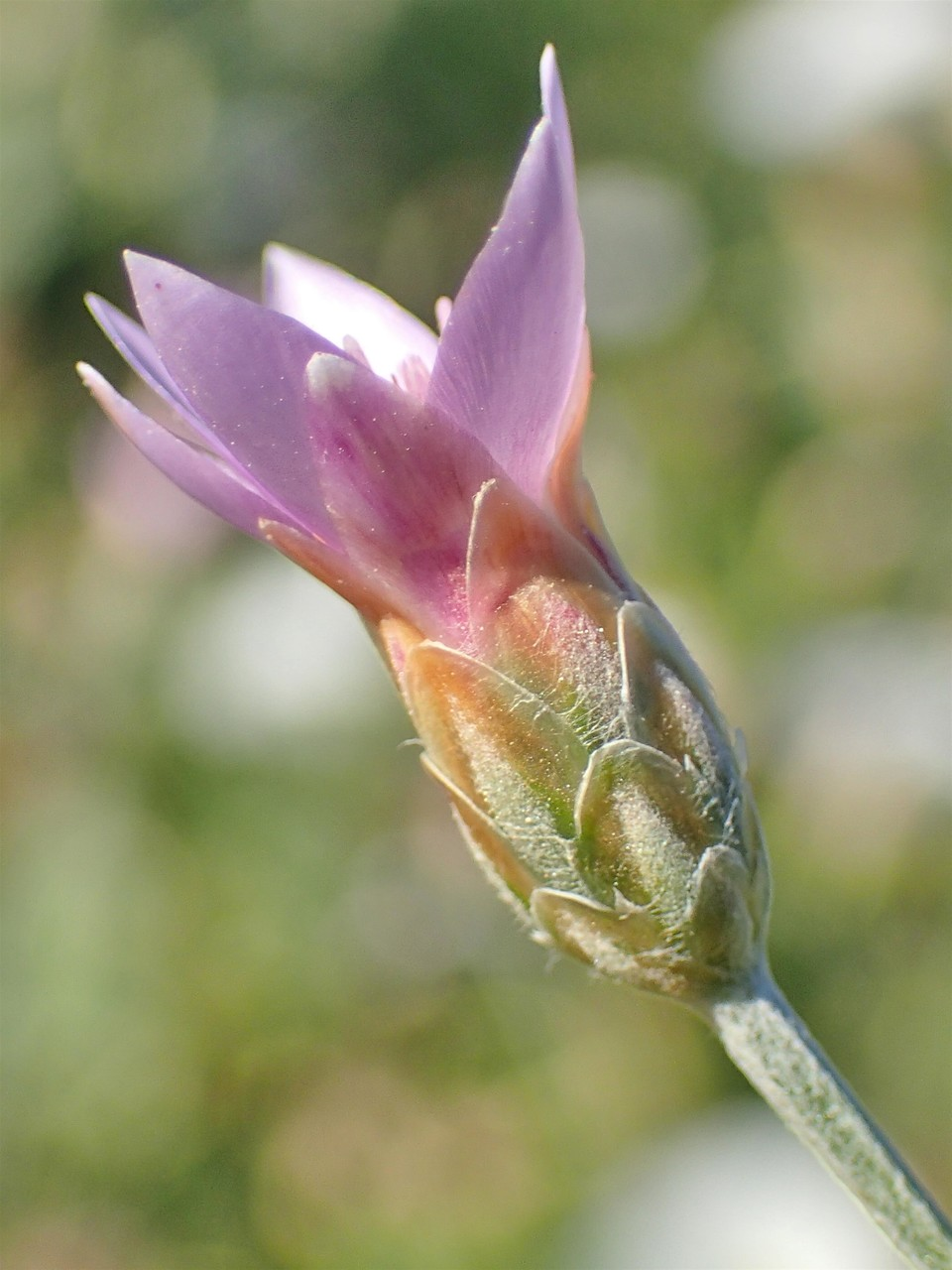

Xeranthemum cylindraceum é uma espécie de planta com flor pertencente à família Asteraceae. 
A autoridade científica da espécie é Sibth. & Sm., tendo sido publicada em Fl. Graec. Prodr. 2(1): 172. 1813.

## Portugal
Trata-se de uma espécie presente no território português, nomeadamente em Portugal Continental.
Em termos de naturalidade é nativa da região atrás indicada.

## Protecção
Não se encontra protegida por legislação portuguesa ou da Comunidade Europeia.